# Жорж Мустакі
Жорж Мустакі, справжнє ім'я Юссеф Мустаккі, Джузеппе Мустаккі, 3 травня 1934, Александрія — 23 травня 2013, Ніцца) — французький шансоньє, бард і композитор.

## Творча біографія
Жорж Мустакі народився у єврейській родині емігрантів з грецького острова Корфу. Тим часом в родині спілкувалися італійською мовою. Батько Ніссим Мустаккі був книготорговцем, мати — Сара Мустаккі. Ще в юності опанував окрім італійської також арабську і французьку мови. Навчався у французькій школі в Александрії. Під час цього навчання, відвідуваючи з батьками шкільні концерти, Мустакі познайомився зі світом французького шансону. Після закінчення середньої школи в 1951 році переїхав у Париж. До цього часу відносяться перші написані ним пісні. Після знайомства з письменником Жоржем Брассенсом і за його підтримки Мустакі приймає рішення спробувати себе як професійний музикант. З поваги до свого наставника він обирає як артистичний псевдонім ім'я «Жорж». 1958 року Мустакі познайомився з Едіт Піаф, одним з кумирів своєї юності, і вступає зі співачкою в любовні відносини, що тривали, втім, недовго. Для неї він пише текст до пісні «Мілорд» на музику Маргеріти Монно.
У 1960-ті роки Мустакі як музикант і поет створив численні пісні для відомих виконавців: Едіт Піаф, Даліди, Сержа Реджані, Іва Монтана, Жульєт Греко, Анрі Сальвадора та інших. Наприкінці 1960-х він тісно співпрацював з французькою співачкою Барбарою, бере участь з нею у спільному турне. 1968 року у зв'язку з тим, що Барбара захворіла, Мустакі вперше самостійно вийшов на естраду. З цього дня розпочалася його сольна кар'єра співака.
Жорж Мустакі аж до самого останнього часу вів активне артистичне життя, багато їздив з виступами і концертами. Найбільш його популярними пісні — Ma liberté, Le métèque, Ma solitude, En Mediterranée, Hiroshima und Надежда (Nadjejda).
1998 році Мустакі знявся в ролі абата Фаріа в телеверсії роману А. Дюма-батька «Граф Монте-Крісто» (з Жераром Депардьє у головній ролі).
Разом зі своїм другом й однолітком, німецьким євреєм і уродженцем Франкфурта-на-Майні Зігфрідом Меїром, в семирічному віці відправленому нацистами в Освенцим, Мустакі пише книгу "Син туману. Єврейські спогади ", в якій вони простежують свій життєвий шлях з самого дитинства, один — в Александрії, інший — у Франкфурті-на-Майні.
Жорж Мустакі помер 23 травня 2013 року в Ніцці, причиною смерті стали ускладнення від емфіземи легенів.